# Contea di Coconino
La contea di Coconino, in inglese Coconino County, è una contea dello Stato dell'Arizona, negli Stati Uniti. La popolazione al censimento del 2010 era di 134 421 abitanti, mentre il capoluogo di contea è Flagstaff. Nel suo suggestivo paesaggio sono ambientate le vignette di Krazy Kat.

## Geografia fisica
La contea si trova nella parte settentrionale dell'Arizona. Lo United States Census Bureau certifica che l'estensione della contea è di 48332 km², di cui 48219 km² composti da terra e i rimanenti 113 km² composti di acqua.
Questa è la contea più grande dello Stato in termini di superficie. Il punto più alto dello Stato si trova in questa contea ed è Humphreys Peak, con 3 852 metri. Nella contea di Coconino si trova anche il Meteor Crater.
La contea di Coconino è la seconda, dopo la contea di Apache, ad avere più territori designati alle riserve. Qui si trovano la Riserva Havasupai (il cui territorio è interamente nella contea di Coconino), la Riserva Navajo, la riserva Hualapai, la Riserva Hopi e la Riserva Kaibab.
Alcune aree protette nazionali che si trovano nella contea sono la foresta nazionale di Coconino, il parco nazionale del Grand Canyon e la foresta nazionale del Kaibab.
Nel capoluogo, Flagstaff, ha sede la Northern Arizona University.

### Contee confinanti
- Contea di Mohave – ovest
- Contea di Yavapai – sud
- Contea di Gila – sud
- Contea di Navajo – est
- Contea di San Juan (Utah) – nord-est
- Contea di Kane (Utah) – nord

## Storia
La Contea di Coconino venne costituita il 18 febbraio 1891, quando si staccò dalla contea di Yavapai. Il nome Coconino deriva da Cohonino, la parola Hopi per chiamare gli Havasupai e gli Yavapai.

## Principali strade ed autostrade
| - Interstate 17 - Interstate 40 - U.S. Highway 89 - U.S. Highway 160 - U.S. Highway 180 | - State Route 64 - State Route 66 - State Route 67 - State Route 87 - State Route 89 | - State Route 89A - State Route 98 - State Route 99 - State Route 260 - State Route 264 | - Indian Route 2 - Indian Route 15 - Indian Route 18 |

## Geografia antropica

### Cities
- Flagstaff (capoluogo)
- Page
- Sedona[9]
- Williams

### Towns
- Fredonia
- Tusayan

### Census-designated places
- Bitter Springs
- Cameron
- Doney Park
- Fort Valley
- Grand Canyon Village
- Kachina Village
- Kaibito
- LeChee
- Leupp
- Moenkopi
- Mountainaire
- Munds Park
- Parks
- Supai
- Tolani Lake
- Tonalea
- Tuba City
- Valle

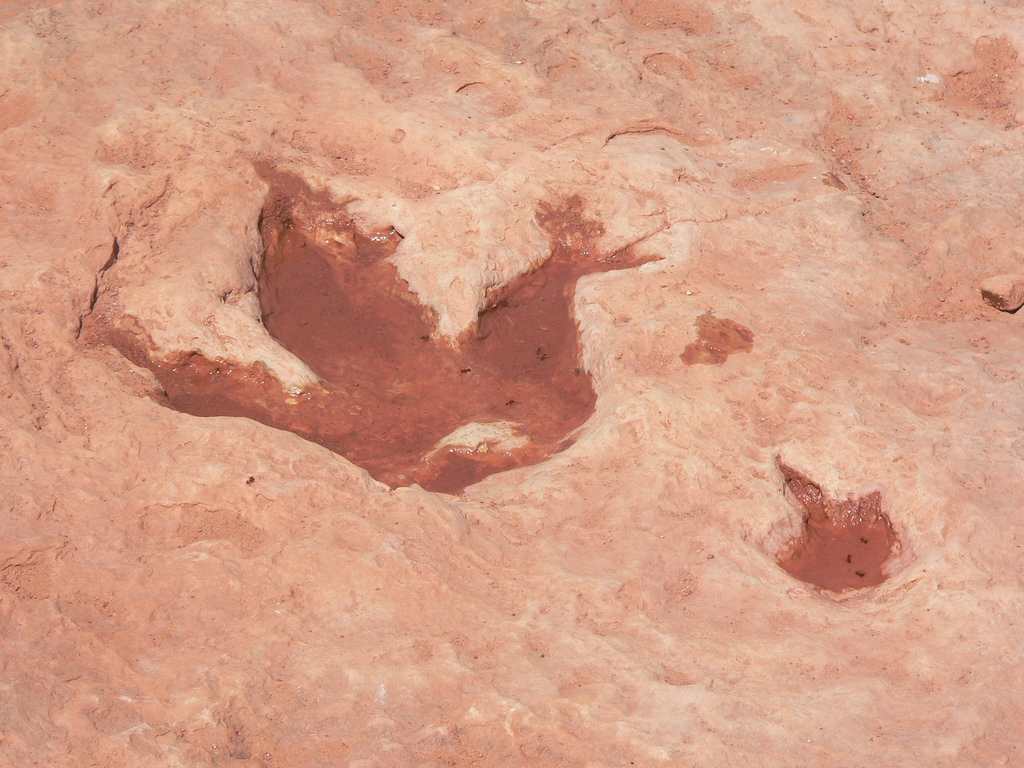
Dinosaur track near Tuba City

- Winslow West (In parte maggiore nella Contea di Navajo)

### Altre comunità
- Bellemont
- Big Springs
- Bootlegger Crossing
- Forest Lakes
- Gray Mountain
- Happy Jack
- Jacob Lake
- Marble Canyon
- Mule Crossing
- North Rim
- Rare Metals
- Robbers Roost
- Ryan
- Tin House
- Winona

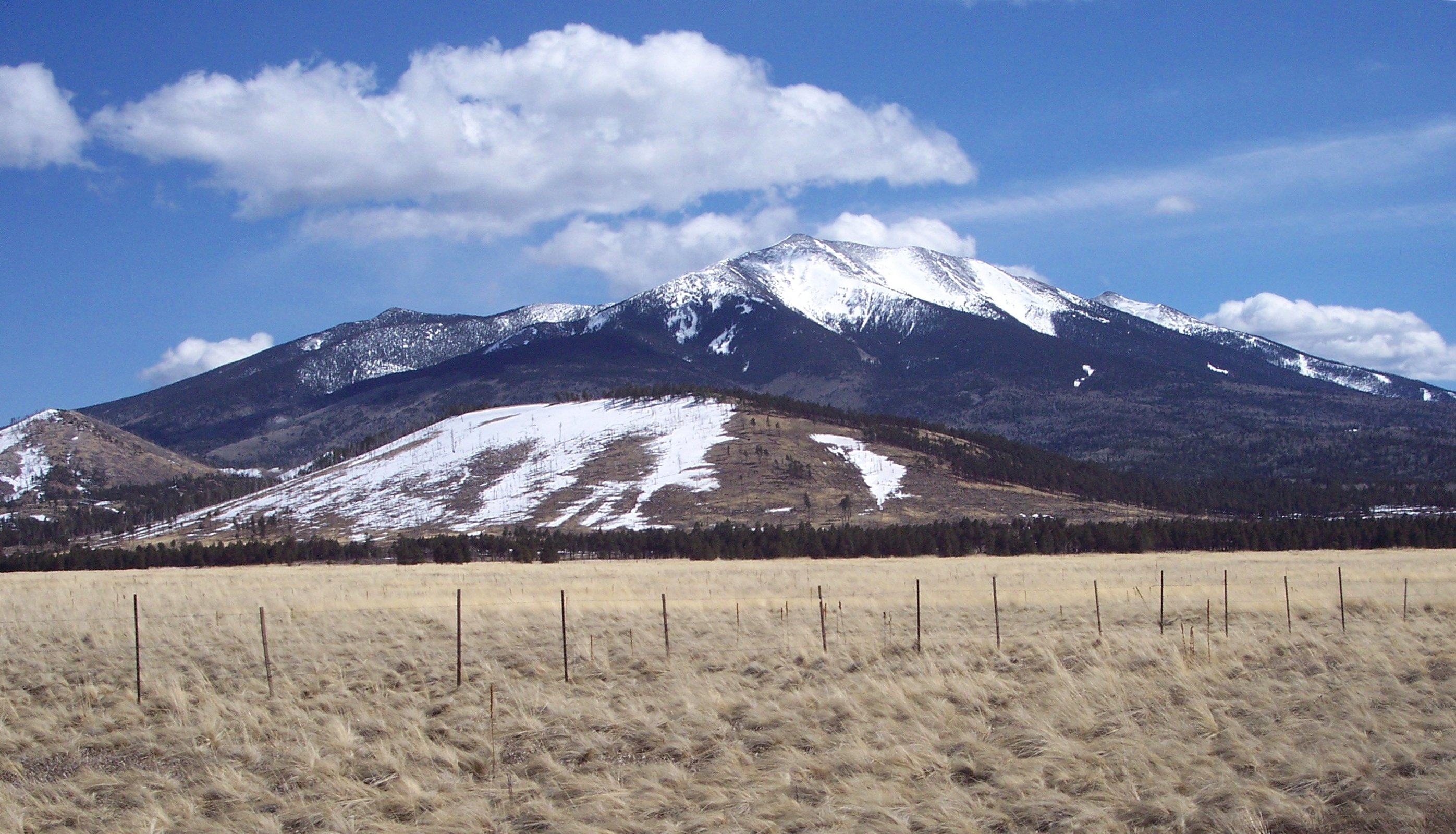
Humphreys Peak
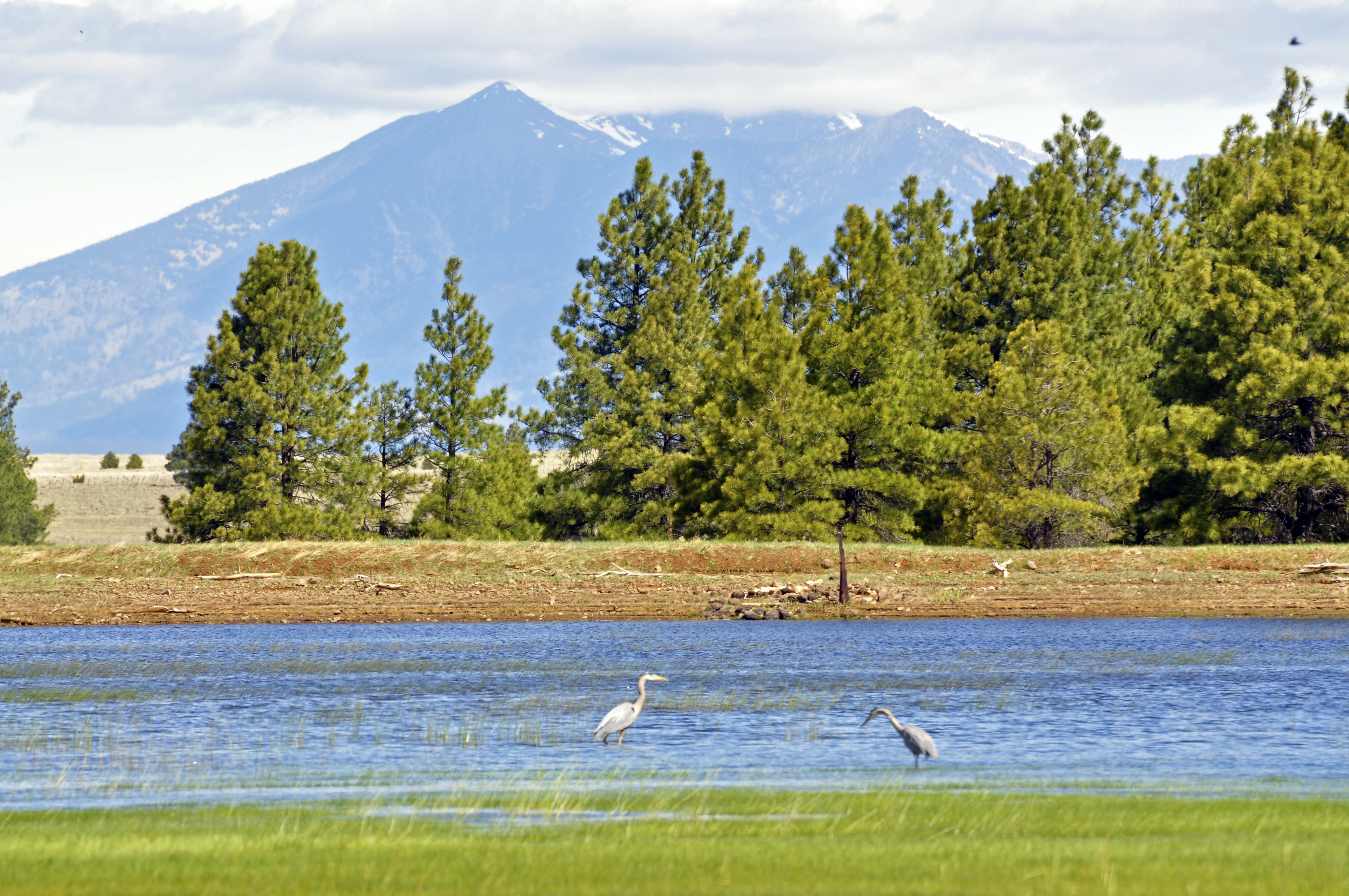
Ardea herodias in Tonys Tank, Coconino National Forest
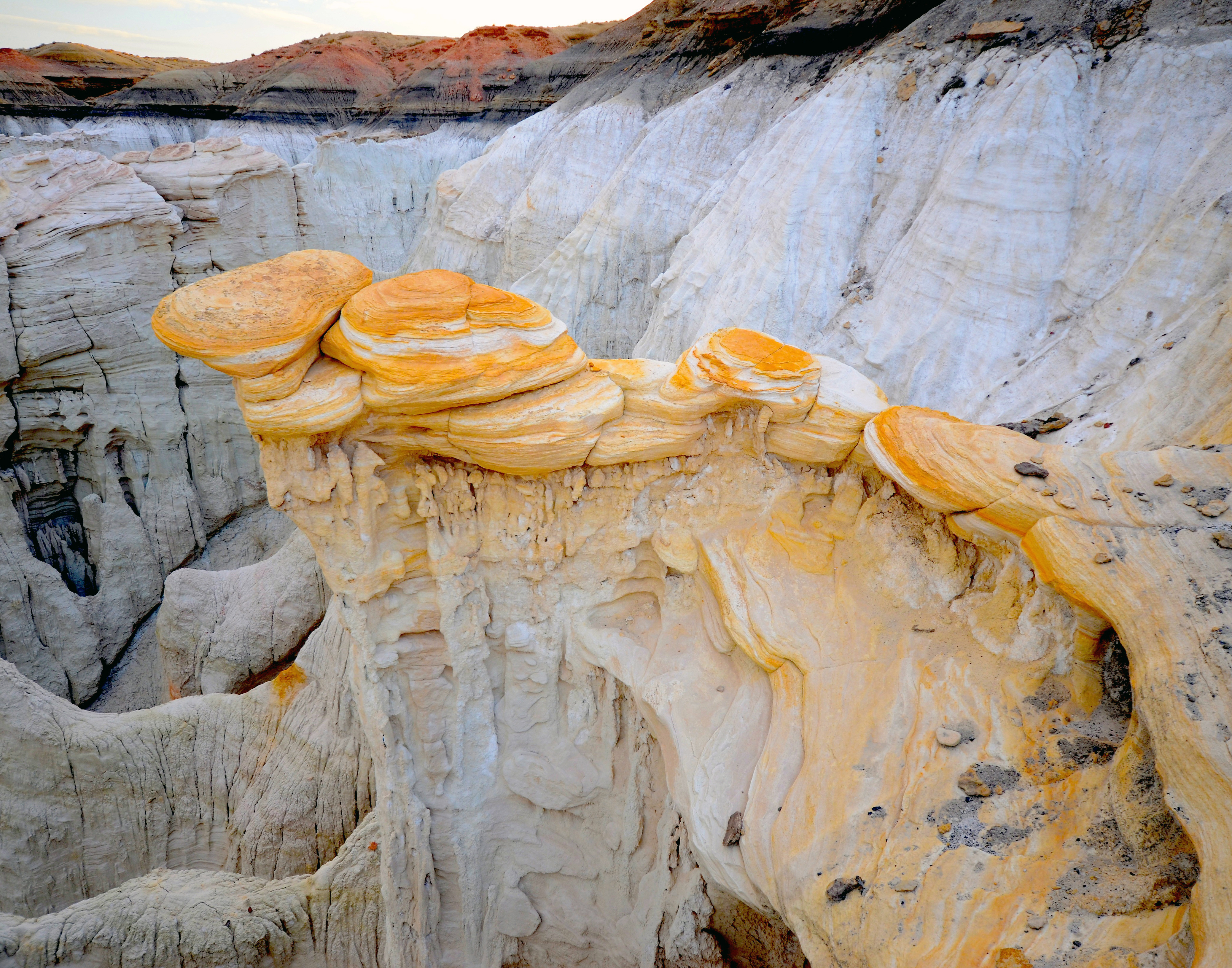
Hahonogeh Canyon
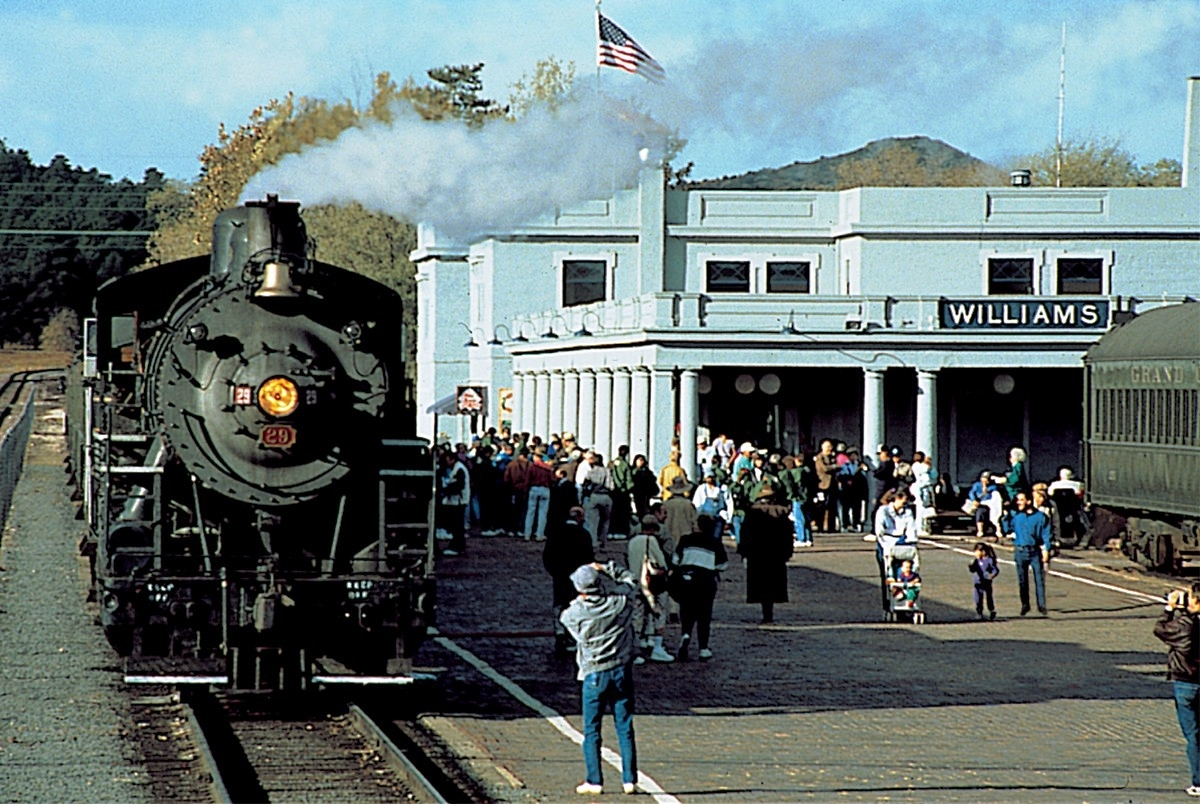
Grand Canyon Railway treno in Williams, Arizona